# Cramers Lauch
Cramers Lauch, botanischer Name Allium crameri, ist eine Pflanzenart der Gattung Lauch (Allium) in der Untergattung  Melanocrommyum. Die seltene und gefährdete Art ist ein Endemit Ägyptens. Die Art ist in Deutschland nach Anlage 1 zur Bundesartenschutzverordnung streng geschützt.

## Merkmale
Cramers Lauch ist eine ausdauernde krautige Pflanze mit einer Wuchshöhe von 15 bis 60 Zentimeter. Die unterirdische Zwiebel als Überdauerungsorgan ist eiförmig, mit 40 bis 45 cm Länge bei 30 bis 35 cm Breite ist sie groß, die einhüllenden Blätter papierartig, im Alter etwas faserig und gelbbraun bis schwärzlich gefärbt. Tochterzwiebeln zur vegetativen Vermehrung werden nicht ausgebildet. Die beiden (selten drei) basalen Laubblätter sind in sich gedreht, glatt, fast immer mit hornigem oder wachsartigem Randsaum, bandförmig mit 10 bis 25 (selten bis 50) Zentimeter Länge, sie sind flach mit etwas gewölbter Oberseite, ihr Apex mit einer kurzen Spitze. Oft ist der äußere Teil des Blatts schon früh verwelkt und abgestorben.
Der Blütenstand ist, wie typisch für Laucharten, von schirmförmig bis beinahe kugelig mit zahlreichen Blüten, aber ohne Brutzwiebeln. Er wird eingehüllt durch ein einzelnes, ausdauerndes Hochblatt, das sich zur Blütezeit im oberen Teil in zwei bis fünf Abschnitte teilt und so den Blütenstand freigibt. Die sechs Blütenblätter der Einzelblüten sind weiß oder rosa gefärbt, mit einer dunklen, grünen oder purpurfarbenen Mittelrippe. Die Staubfäden sind genauso lang wie die Blütenblätter oder wenig kürzer. Der Stempel des Fruchtknotens ist kürzer als die Blütenblätter. Cramers Lauch blüht von Februar bis April.
Cramers Lauch kann von anderen, in Ägypten vorkommenden Lauch-Arten an folgenden Merkmalen unterschieden werden: Laubblätter flach (nicht röhrenartig), mit 2 bis 5 Zentimeter Breite recht breit, immer kürzer als der Blütenstandsschaft, die Blattscheiden unbehaart. Von der ähnlichen Allium aschersonianum unterscheiden dann die dunkle (nicht weiße) Hülle der Zwiebel und der ungezähnte, nicht raue Rand der Laubblätter.

## Verbreitung und Standort
Cramers Lauch ist ein Endemit Ägyptens. Die Fundorte liegen im Nordosten des Landes, östlich bis südöstlich der Hauptstadt Kairo, und in einem davon abgegrenzten kleinen Teilareal auf der Halbinsel Sinai, nördlich bis Rafah. Die Art wächst in wüstenartigen Lebensräumen, in einer Meereshöhe von etwa 50 bis 200 m. Neben Sand- oder Kieswüsten werden als Fundorte angegeben felsige Abhänge und der Grund von Trockentälern (Wadis). Sie gilt in Ägypten als stark gefährdet (endangered).

## Taxonomie und Systematik
Die Art wurde erstbeschrieben von Ascherson und Boissier in der von Boissier herausgegebenen Flora Orientalis, Band 5, im Jahr 1884. Typlokalität ist der Versteinerte Wald beim Vorort Maadi (al-Maʿādī), heute ein Schutzgebiet („In desertis kahirinis prope sylvam petrefactam“). Von dort stammen auch die meisten Herbarbelege. Die Art ist benannt nach ihrem Entdecker und Sammler E.Cramer.
Allium crameri gehört in die Untergattung und Sektion Melanocrommyum der Gattung Allium, sie bildet mit Allium orientale und einigen anderen vor allem im Mittelmeerraum verbreiteten Arten eine Artengruppe. Bei phylogenomischen Analysen wurde die Artengruppe im Kern bestätigt, die Art Allium crameri selbst wurde dabei aber nicht mit getestet.